# The MASCC
The MASCC — чешско-российская IT-компания, разработчик ПО и систем автоматизации бизнес-процессов класса BPM и CRM, распространяемых по модели SaaS. Основана в Праге в 2012 году.
По версии независимого экономического обозревателя «Сrescendo Worldwide», The MASCC на 2020 год занимала 6-е место в рейтинге компаний-участников бюджетообразования Чехии. На момент осени 2020 года компания занимала 78 место из 8653 в мировом рейтинге разработчиков программного обеспечения GoodFirms и насчитывала в штате 150 человек.

## Деятельность
Компания The MASCC осуществляет свою работу в сфере традиционной разработки программного обеспечения (Fixed fee), аутсорсинге разработки, аутстаффинге разработчиков ПО (Time&Material), разработки систем автоматизации бизнес-процессов и их дальнейшей интеграции, разработки приложений для мобильных устройств, их тестировании и поддержки.

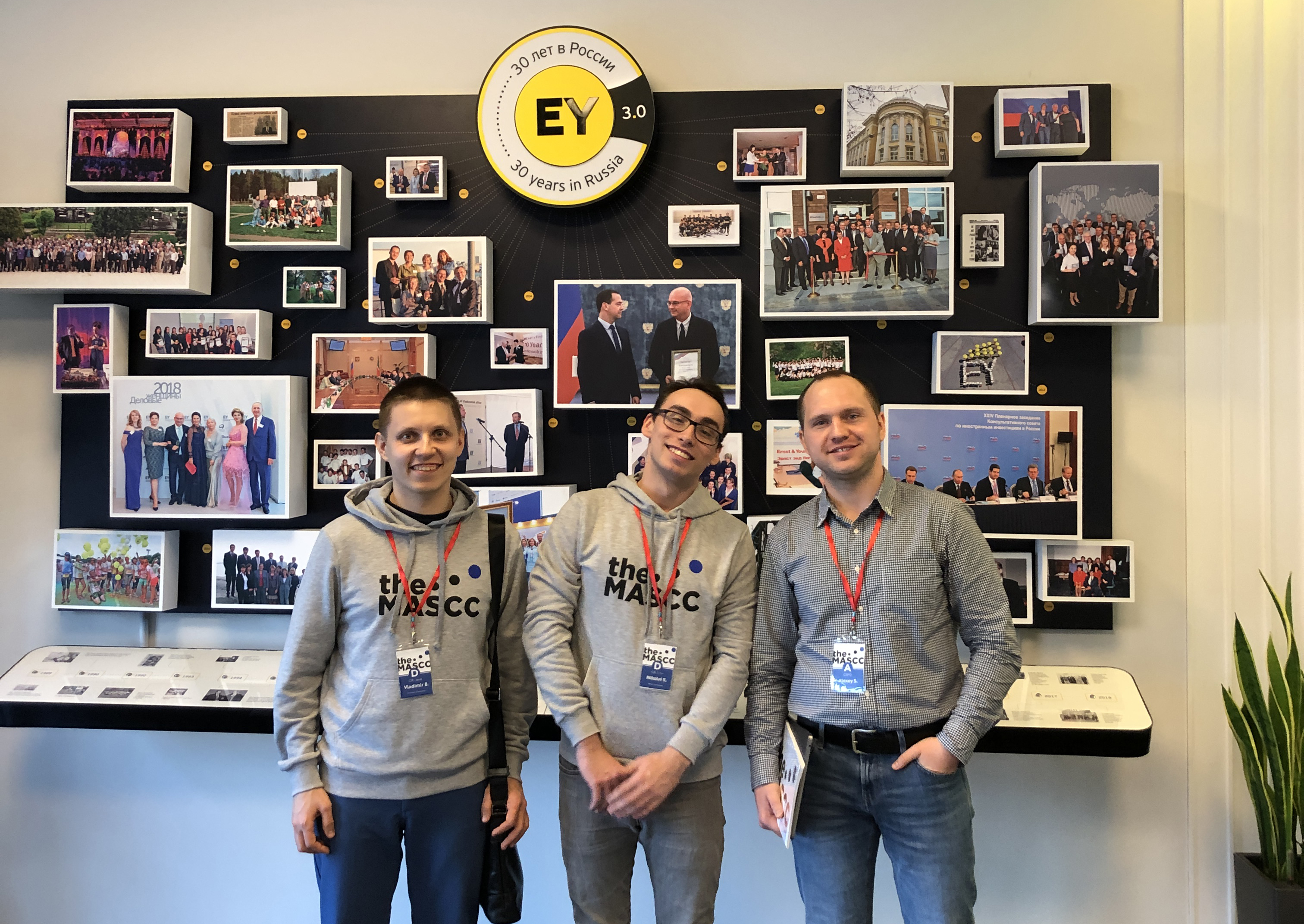
Сотрудники компании The MASCC после заключения сделки с компанией Ernst&Young

## Скандал с Asseco Central Europe
Чешский чиновник Владимир Кремлик (Vladimír Kremlík) планировал освоить 400 миллионов чешских крон, предоставив подставной компании «Asseco Central Europe» все условия для победы в конкурсе на разработку ПО, проходившем в Праге. На выполнение условий конкурса должно было уйти 4 года, но, как выяснилось, компания Asseco Central Europe работала над программой 2 дня, о чём сообщил  Томаш Вондрачек (Tomas Vondracek) — сооснователь компаний The MASCC и Actum Digital. Он же дал название тендеру — «абсурдный».
Чешские программисты во главе с Томашом Вондрачеком провели хакатон, после которого повторили разработку Asseco Central Europe за двое суток.

## Благотворительность
Компания The MASCC участвовала в благотворительной акции «У нас разные часовые пояса, но цель одна». В 2019 году, после открытия представительства в Москве, 10 % от оборота компания пожертвовала в фонд «MASCC», направленный на борьбу с раком. The MASCC разработали бесплатное приложение, позволяющее оценить риски заражения раком и выступили инициатором создания книги о поддержке раковых больных. В сентябре 2020 года руководство и программисты московского офиса The MASCC во время деловой поездки посетили Калининградский Государственный Технический Университет, где прочли лекцию для студентов факультета информационных технологий и провели встречу с потенциальными заказчиками из Польши.

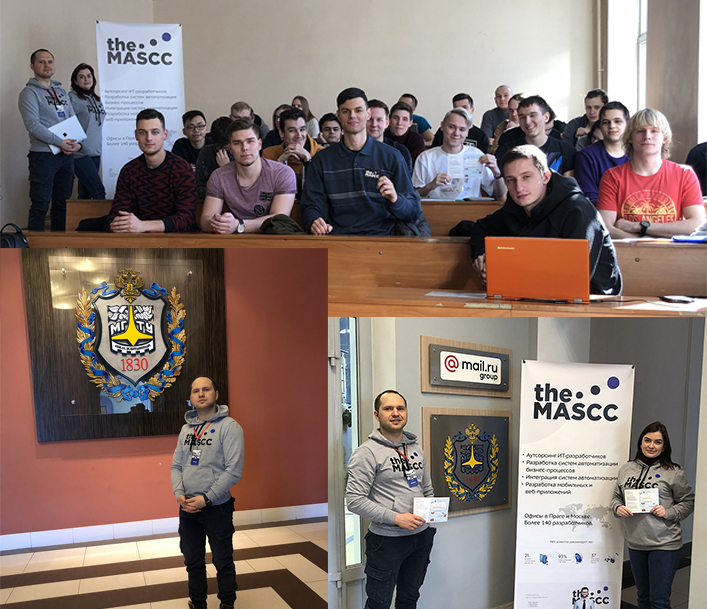
Сотрудники The MASCC в МГТУ им. Н.Э. Баумана

## Рейтинги
По версии The Manifest
2017 — входят в Топ-17 лучших разработчиков Чешской республики
По версии Clutch
2017 — входят в Топ-10 лучших разработчиков Чешской республики
2019 — входят в Топ-20 в списке лучших разработчиков кастомного программного обеспечения
2020 — входят в Топ-10 в списке лучших разработчиков Москвы
По версии Skilllevel
2019 — входят в Топ-16 лучших Java разработчиков
По версии GoodFirms
2020 — входят в Топ-20 в списке лучших Java-разработчиков
2020 — входят в Топ-8 в списке лучших мобильных разработчиков
По версии Software Awards
2020 — входят в Топ-2 в списке лучших разработчиков программного обеспечения